# 龍山徳見
龍山徳見（りゅうさんとくけん、弘安7年（1284年）- 延文3年/正平13年11月13日（1358年12月14日））は、鎌倉時代後期から南北朝時代にかけての臨済宗の僧。俗姓は千葉氏。諱は初め利見と称したが、のちに徳見と称した。道号は龍山。下総国の出身。諡号は真源大照禅師。建仁寺塔頭、両足院の祖として知られている。

## 略歴
弘安7年（1284年）11月23日、下総国の香取郡に、千葉氏の一族として生まれた。香取郡に龍山があったことから、後に自ら取って道号とした。
永仁3年（1295年）、12歳のとき、仏道入門を志して郷里を出ると鎌倉の寿福寺に至り、栄西禅師の法曾孫に当る寂庵上昭を拝して、弟子となった。そして17歳の時得度した。その頃中国からの来朝僧、一山一寧は鎌倉円覚寺で雲水を摂化していたので、徳見はその会下にあって参禅し、中国の新知識を吸収したのである。
その後、入元（元に留学）の志のあることを寂庵に打明けたところ、寂庵はこれを許した。嘉元3年（1305年）、徳見は22歳で遂に寂庵上昭の印可を受け、商船に託して渡海し四明に達したのである。
当時の中国は北方から襲来した蒙古民族に征服され、元朝となっていた（南宋の滅亡と元による天下統一は1279年）。しかも弘安4年（1281年）には蒙古が日本に遠征したのである（弘安の役）。そして元兵が弘安の役で惨敗を喫したことから、日本人に対する感情は大変厳しいものであった。
そんななか龍山徳見は、偶々富豪の庭園で守衛に捕縛された時、その富豪が徳見を召して元入国の目的を尋ねた。徳見は筆談で、天童山の東巖浄日の道風を慕い、生死解脱の道を求めるために元に来たのだと答えたことから、運よく天童山の東巖浄日を尋ねることとなった。東巖は徳見の求道心の篤いのを喜び、諱の利見を徳見と改め、禅堂の一員に加えた。
そして徳治2年（1307年）、天童山で巡検使に一時捕えられ、洛陽白馬寺に護送されたが、その後暫くして天童山に帰った。既に東巖浄日の示寂しており、同山を継席した竺西懐坦の室に入って侍香の職についた。その後は天童山を辞し、諸方を歴訪した。正中2年（1325年）、入元した中巌円月はこの頃龍山徳見に提撕を受けている。また仏通寺開山となった愚中周及も入元中に龍山徳見から教示を受けていたという。
元徳元年（1329年）、豊後の大友氏、入元中の龍山徳見を同州の万寿寺に拝請したが、龍山徳見は固辞した。
また黄龍慧南から明菴栄西にいたる臨済宗の法流を受けて兜率寺で長く住持を務め、長期間元に滞在して貞和5年/正平4年（1349年）に帰国している（66歳）。帰国後9年目で示寂したため、その法は天祥一麟・無等以倫などに受け継がれたほか、嗣法こそしなかったものの義堂周信・絶海中津など著名な僧もその門下で学んでいる。中世五山文化を築いた一人といえよう。足利尊氏の弟足利直義の招きを受けて、観応元年/正平5年（1350年）には京都建仁寺の住持となり、その後文和3年/正平9年（1354年）には南禅寺の住持となり、延文2年/正平12年（1357年）の秋には天龍寺にも住した。

## 林家と両足院
徳見の帰国には禅僧に加えて船主その他の元国の人が同乗し、そのまま留まった一行には林浄因（りんじょういん）という人物があった。林家は仏教に篤く、両足院の住持に#無等以倫から梅仙東通を経て江戸初期まで、徳見の法を継ぐ林家出身の僧が住持を勤めている。
浄円はのちに帰化して現在の奈良市林小路町に住み、林家はやがて塩瀬に改姓する。この浄円は五山に集う文化人と交流し、小豆餡（あずきあん）を種とする饅頭を供したと伝わり、やがて饅頭を商う林家の祖となる。